# Hipparchia miguelensis
Hipparchia miguelensis is een vlinder uit de onderfamilie Satyrinae van de familie Nymphalidae (aurelia's). De wetenschappelijke naam is voor het eerst geldig gepubliceerd in 1935 door Ferdinand Le Cerf.
De soort komt voor in Europa.